# Placitas
Placitas is een plaats (census-designated place) in de Amerikaanse staat New Mexico, en valt bestuurlijk gezien onder Sandoval County.

## Demografie
Bij de volkstelling in 2000 werd het aantal inwoners vastgesteld op 3452.

## Geografie
Volgens het United States Census Bureau beslaat de plaats een oppervlakte van
77,5 km², geheel bestaande uit land. Placitas ligt op ongeveer 1557 m boven zeeniveau.

## Plaatsen in de nabije omgeving
De onderstaande figuur toont nabijgelegen plaatsen in een straal van 16 km rond Placitas.